# Mariä Himmelfahrt (Altenmünster)

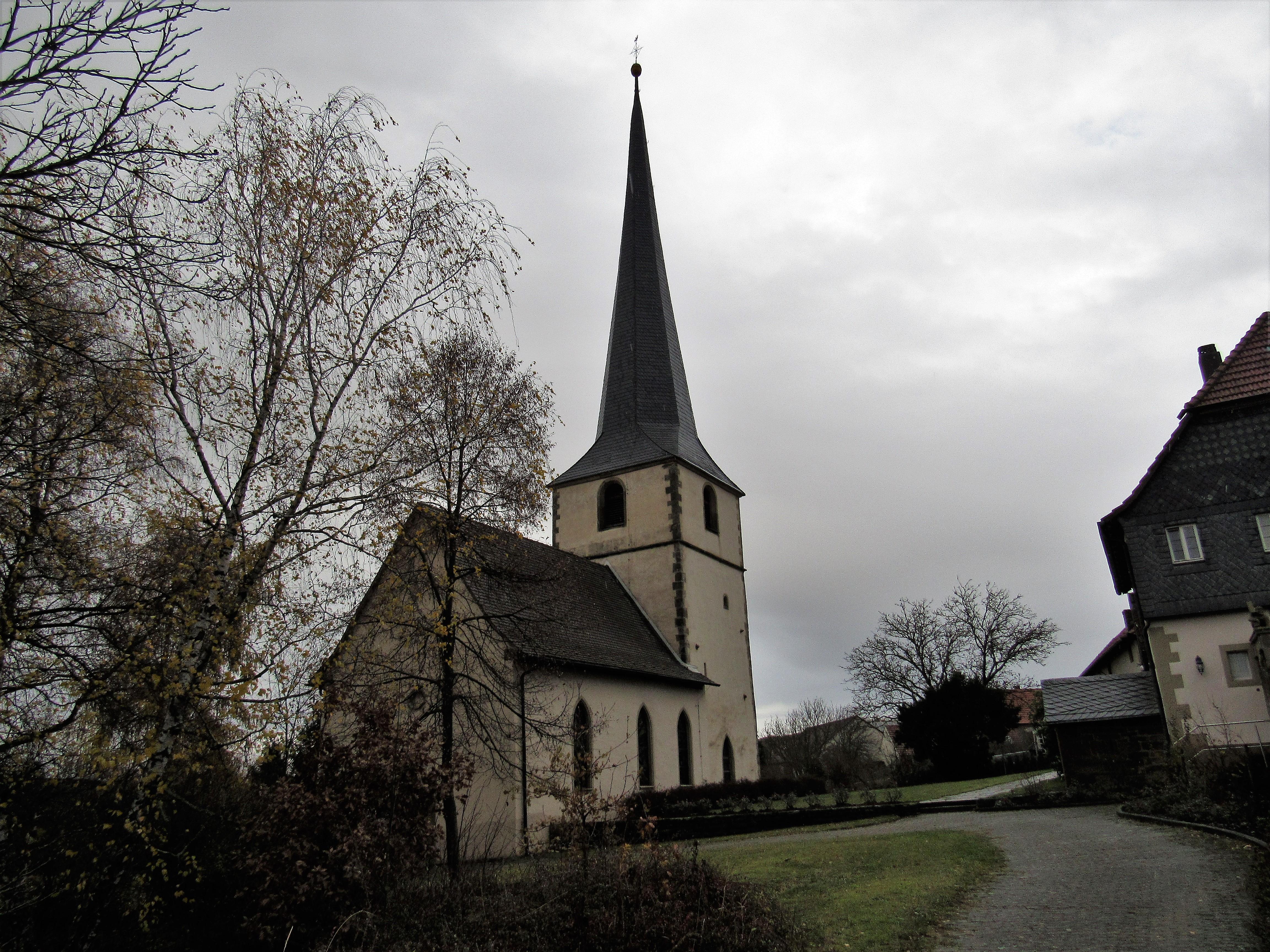
Die Mariä-Himmelfahrt-Kirche in Altenmünster

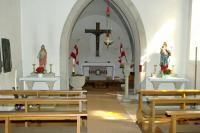
Innenraum der Kirche

Die römisch-katholische Pfarrkirche Mariä Himmelfahrt von Altenmünster, einem Ortsteil von Stadtlauringen im unterfränkischen Landkreis Schweinfurt ist eine Dorfkirche. Sie gehört zu den Baudenkmälern von Stadtlauringen und ist unter der Nummer D-6-72-181-35 in der Bayerischen Denkmalliste registriert.

## Geschichte
Die Pfarrei Altenmünster besteht seit dem 9. Jahrhundert. Der Kirchturm mit später aufgesetztem spitzem Dach im Stil Julius Echters ist der älteste Teil der Kirche, aus dem 13. Jahrhundert. Im Jahr 1672 wurde das Langhaus errichtet. In der Pfarrei war von 1626 bis 1631 der seliggesprochene Märtyrer Liborius Wagner tätig. Die Pfarrei war konfessionell gespalten: Der Hauptort Altenmünster war überwiegend evangelisch, die Filiale Sulzdorf dagegen überwiegend katholisch. Aus streng lutherischer Familie stammend und bei den Jesuiten konvertiert, wurde er 1625 in Würzburg zum Priester geweiht. Liborius Wagner versuchte, zwischen beiden Konfessionen ausgleichend zu wirken. 1631 brachten ihn schwedische Soldaten auf Schloss Mainberg. Wegen seiner Weigerung, dem katholischen Glauben abzuschwören, wurde er zu Tode gefoltert und seine Leiche in den Main geworfen. Er ist in der Pfarrkirche von Heidenfeld begraben. Ein Reliquiar von ihm ist anlässlich der Seligsprechung in die Kirche eingebracht worden. Zu seiner Wirkungszeit soll sich die Pfarrkirche in schlechtem Zustand befunden haben.

## Beschreibung und Ausstattung
Der Kirchturm steht als Chorturm im Osten. Der Chorraum im Untergeschoss besitzt ein Kreuzrippengewölbe. Das Langhaus mit drei Fensterachsen ist flachgedeckt. Die Fenster der Kirche sind spitzbogig. Taufstein und Sakramentshäuschen in der Kirche stammen aus der Bauzeit. Später erhielt die Kirche eine neugotische Einrichtung. Im Jahr 1958 wurde sie auf Veranlassung des Würzburger Dombaumeisters Hans Schädel aus der Kirche entfernt. Teile davon kehrten Ende der 1980er Jahre auf neuen Seitenaltären in die Kirche zurück. Weiterhin enthält die Kirche über dem Taufstein ein Bronzebild, das Liborius Wagner darstellt. Über dem Altar ist ein hölzernes Kreuz mit bronzenem Korpus angebracht. Die Kirchenfenster wurden aus Anlass der Seligsprechung von Liborius Wagner gestaltet.

## Weblink
- Die Kirche im Internetauftritt der Pfarreiengemeinschaft Liborius Wagner Stadtlauringen